# 20-GATE
20-Gate je algebarski programski jezik razvijen na Carnegie Mellon Universityju oko 1965. godine, za Bendix G-20 računala.

## Vanjske poveznice
- HOPL entry  Arhivirana inačica izvorne stranice od 25. listopada 2009. (Wayback Machine)